# Jack Kornfield
Jack Kornfield, född 16 juli 1945, är en amerikansk författare, psykolog och buddhist. Han är en av USA:s mest kända och inflytelserika förespråkare av buddhism och meditation, inte minst genom sin bästsäljande bok A Path With Heart. 
Kornfield levde och studerade som munk i Thailand, Burma och Indien, först hos Ajahn Chah, och sedan hos Mahasi Sayadaw i Burma. Han lär ut vipassanāmeditation och tillhör den theravadabuddhistiska skolan. 
1975 var han med och grundade Insight Meditation Society i Barre i Massachusetts tillsammans med Sharon Salzberg och Joseph Goldstein. 1987 hjälpte han till att starta Spirit Rock Meditation Center i  Woodacre i Kalifornien.
Kornfield har lett många utbildningar och sammankomster för Vipassanalärare, tillsammans med bland andra Dalai Lama. 
Han har också engagerat sig i fredsarbete och som aktivist bland annat genom att arbeta med fångar i San Quentin-fängelset och gängmedlemmar i Los Angeles.
Kornfields böcker har översatts till över 20 språk.